# Браверман, Александр Эммануилович
Александр Эммануилович Браверман (англ. Alexander Braverman; род. 8 июня 1974, Москва) — израильский математик и педагог, специализируется в алгебраической геометрии и теории представлений.

## Биография
Сын математика, доктора физико-математических наук Эммануила Марковича Бравермана (1931—1977).
В 1993 году получил степень бакалавра математики в университете Тель-Авива, а в 1998 году — докторскую под руководством И. Н. Бернштейна. C 1997 по 2000 годы был преподавателем в Массачусетском технологическом институте, а в 2000—2004 годах преподавал в Гарвардском университете. С 2004 года Браверман является профессором в Брауновском университете, США.
Был приглашённым исследователем в Институте перспективных исследований (США), Университете Пьера и Марии Кюри (Франция) и Еврейском университете в Иерусалиме (Израиль). В 2006 году Александр Браверман был докладчиком на Международном конгрессе математиков в Мадриде.

## Семья
Брат — математик Максим Браверман (профессор Северо-Восточного университета в Бостоне).
Тесть (с 1999 года) — математик Игорь Моисеевич Кричевер.